# Kwaito
Il kwaito è un genere musicale nato in Sudafrica nei primi anni novanta, e tuttora molto popolare nel paese. Deriva da una fusione di musica house, garage music, afropop e altri generi musicali; le ultime evoluzioni del genere hanno acquisito elementi hip hop. I testi dei brani sono in genere in inglese o in lingue indigene sudafricane. Fra i principali artisti del genere si possono citare Zola, Oskido, Arthur Mafokate, Mandoza e Mzekezeke.

## Origine del nome
Il nome "kwaito" si riferisce non solo a un genere musicale ma anche a un'intera sottocultura diffusa presso i giovani neri del Sudafrica post-apartheid, in particolare nelle township come Soweto. Esistono due principali interpretazioni dell'etimologia del nome. Nella prima interpretazione, kwaito è una derivazione diretta dall'afrikaans kwaai, che significa letteralmente "arrabbiato" ma viene anche usato con significati metaforici positivi. M'du, uno dei pionieri del kwaito, ha spiegato in questi termini il significato del nome: "quando la musica house divenne popolare, la gente del ghetto la chiamò kwaito, dalla parola afrikaans kwai, per dire che quei brani erano forti, che pestavano" (those tracks were hot, they were kicking).
Una seconda interpretazione lega "kwaito" alla parola amakwaitosi dell'isicamtho, lo slang delle township, che pur derivando dall'afrikaans kwaai ha un significato più specifico, approssimativamente equivalente a gangster. Il nome indica quindi chiaramente il rapporto fra il kwaito e la cultura dei ghetti, analogamente a quanto avviene, per esempio, per il "gangsta rap" statunitense.
Queste due interpretazioni del termine "kwaito" hanno evidentemente diverse implicazioni. I musicisti sudafricani delle vecchie generazioni tendono a disprezzare questo nuovo genere come associato a una cultura degradata e alla criminalità, mentre i giovani dimostrano di intendere più frequentemente "kwaito" secondo la prima delle due accezioni.

## Storia
La nascita della musica kwaito è il prodotto di due fenomeni indipendenti: da una parte, l'avvento della musica house internazionale in Sudafrica; dall'altra, la fine dell'apartheid, con l'elezione a presidente di Nelson Mandela nel 1994.
La musica house aveva iniziato a diffondersi in Sudafrica nei primi anni novanta, a partire da Città del Capo, dove locali come Club Eden, Uforia e DV8 acquisirono grande popolarità fra i giovani proponendo musica house internazionale. Da Città del Capo la moda si diffuse gradualmente, fino a raggiungere Johannesburg, dove divenne particolarmente popolare la musica house della scena di Chicago.
Nello stesso periodo, la fine dell'apartheid fornì l'occasione per una profonda trasformazione dell'industria musicale sudafricana. Le limitazioni precedentemente imposte agli artisti neri, sia dal punto di vista economico che da quello della libertà di espressione, vennero improvvisamente a cadere. In questo scenario divenne possibile concepire una musica fatta dai neri per i neri, che parlasse direttamente al popolo delle township esprimendo quello che fino ad allora era stato censurato. Lo sviluppo della musica sudafricana fu anzi uno degli obiettivi espliciti del governo dell'African National Congress, che in una delle sue prime delibere aumentò il numero di radio private in Sudafrica, imponendo al tempo stesso la quota minima del 20% di musica sudafricana nelle trasmissioni musicali. Inoltre, ai ragazzi neri era finalmente concesso di frequentare le discoteche, e questo causò un'esplosione di interesse popolare per la musica dance. Tra i generi di musica sudafricana che influenzarono il kwaito, vi sono il marabi degli anni venti, il kwela degli anni cinquanta e il mbaqanga degli anni sessanta.
Le prime produzioni kwaito, che univano lo stile house a elementi della musica sudafricana e si rivolgevano alla gioventù urbana, furono realizzate nella zona di Johannesburg alla metà degli anni novanta. Fra gli artisti che furono pionieri del genere c'erano Arthur Mafokate (noto come Arthur), Makhendlas (fratello di Mafokate), Oskido, Boom Shaka e Mdu Masilela. Il primo brano kwaito a scalare le classifiche di vendita fu Kaffir (1993) di Arthur, che rappresenta molto chiaramente il rapporto fra il kwaito e l'acquisita libertà di espressione dei neri sudafricani. La canzone è infatti una burlesca condanna del termine kaffir usato dispregiativamente dagli afrikaner per riferirsi ai neri. Analogamente, diversi canti legati alla lotta all'apartheid furono trasformati in brani house dai primi artisti kwaito.
Nel corso di circa quindici anni il kwaito si è gradualmente imposto in Sudafrica come il genere musicale preferito dai giovani e quello più trasmesso dalle emittenti radio, e si può attualmente considerare il principale filone musicale della musica leggera sudafricana. L'industria della musica kwaito è una delle più fiorenti industrie musicali in Africa, e gli artisti di successo sono moltissimi; si possono citare fra gli altri Zola, Mandoza, Mzekezeke, Brown Dash, Mahoota, Spikiri, Mzambiya, Chippa, Msawawa, Mshoza, Thembi Seite, Thandiswa Mazwai, Brikz, TKZee, Unathi e Brenda Fassie. Etichette discografiche specializzate come, Ghetto Ruff, Kalawa Jazmee e Bulldogs producono decine di album all'anno.
Nonostante il vasto successo presso i giovani, il kwaito rimane un genere verso cui le vecchie generazioni sono tendenzialmente sospettose. Questa diffidenza viene sporadicamente alimentata da scelte particolarmente provocatorie dei musicisti kwaito. Nell'agosto del 2005, per esempio, Arthur portò al successo un discusso brano intitolato Sika Lekhekhe, il cui testo, in zulu, conteneva riferimenti sessuali giudicati troppo espliciti da una parte del pubblico sudafricano; il brano fu censurato dalla South Africa Broadcasting Company e da altre emittenti del paese. Nel 1998, il gruppo musicale Boom Shaka fu pesantemente criticato per aver pubblicato una versione irriverente di Nkosi sikelel' iAfrika.
In generale, il kwaito non ha avuto sul mercato della world music un impatto paragonabile a quello dei musicisti sudafricani della precedente generazione come Miriam Makeba o Ladysmith Black Mambazo. Tuttavia, soprattutto a partire dagli anni 2000, alcuni artisti kwaito hanno cominciato ad acquisire una certa visibilità internazionale, intraprendendo tour all'estero; fra questi si possono citare Bongo Maffin, Tkzee e i già citati Boom Shaka. Nello stesso periodo hanno cominciato a emergere alcuni artisti kwaito fuori dal Sudafrica, soprattutto in Namibia (fra gli artisti namibiani si possono citare The Dogg, Gazza e Matongo Family).

## Caratteristiche

### Struttura musicale
Il kwaito è in generale una musica ballabile, simile alla musica house occidentale ma caratterizzata da un tempo più lento, un 4/4 scandito dalla grancassa e da forti linee di basso. Altro elemento che distingue il kwaito dai generi dance europei e statunitensi è l'uso frequente di strumenti musicali tradizionali africani. Inoltre, il kwaito fa uso di spunti presi da numerosi altri generi popolari in Sudafrica negli anni '90, inclusi disco music, hip-hop, rhythm'n'blues e reggae.
Molto spesso i cantanti sono due, un uomo e una donna, che dialogano in uno schema di tipo call and response ("botta e risposta"). Nelle esibizioni dal vivo, lo schema call and response viene anche comunemente usato fra i cantanti e il pubblico. Al cantato si sostituisce spesso, soprattutto nel kwaito più moderno, un parlato ritmico che può avvicinarsi molto al rap.

### Testi
I testi dei brani kwaito sono a volte in inglese, ma più tipicamente in una delle lingue sudafricane (xhosa, zulu o anche afrikaans). Questo è uno dei motivi per cui la musica kwaito ha difficoltà ad essere esportata sul livello internazionale.
Nonostante il ruolo acquisito da questo genere all'indomani della fine dell'apartheid, il kwaito non ha le connotazioni specifiche di un genere musicale di protesta. La maggior parte dei musicisti kwaito lo intendono soprattutto come un genere musicale festoso e positivo. Lindelani Mkhize, direttore della divisione africana della Sony, ha descritto lo spirito del kwaito con queste parole:
(L. Mkhize)
In alcuni casi, la spensieratezza del kwaito si riflette in testi sostanzialmente privi di senso, il cui unico scopo è di adeguarsi bene a un ritmo ballabile. Da questo punto di vista è paradigmatico il caso di uno dei primi singoli di successo di Mandoza, il cui testo era costituito da un'unica frase ripetuta: "Cyborg / Move your skeleton" ("cyborg, muovi il tuo scheletro"). Proprio la frivolezza dei contenuti rende difficile l'accettazione e l'apprezzamento del kwaito da parte delle vecchie generazioni, che tendono a essere critiche nei confronti di una gioventù che sembra aver dimenticato le importanti lotte del passato.

### Il ruolo dei DJ
Come nello hip hop, la figura del DJ è centrale nel kwaito. Molti dei personaggi più celebri della scena kwaito (per esempio waRona, Rudeboy Paul, Mjava, Cleo) sono DJ e produttori, e spesso i cantanti kwaito sono entrati nella scena musicale attraverso la professione di DJ.

## Impatto culturale ed economico
Il kwaito ha una profonda influenza sulla cultura sudafricana moderna; è onnipresente nei media, e determina in gran parte la moda e i trend in cui la gioventù sudafricana si riconosce. Non a caso, diversi artisti kwaito (per esempio Nhlanhla Nciza dei Mafikizolo) hanno fondato aziende nel settore della moda o in settori affini. Al look degli artisti kwaito (in gran parte derivato da quello proprio dell'hip hop e del gangsta rap statunitensi) si rifanno grandi marche di abbigliamento sudafricane come Stoned Cherrie, Sun Godd'ess e Black Coffee Label.
 Inoltre, poiché in gran parte definisce il linguaggio e l'atteggiamento dei giovani (che costituiscono la maggioranza della popolazione in Sudafrica), il kwaito viene anche usato dalle agenzie pubblicitarie per veicolare i loro messaggi promozionali.
Il kwaito è in assoluto il genere più redditizio nella storia dell'industria discografica sudafricana. La sua rilevanza economica dipende anche dalla duplice circostanza di essere totalmente di origine sudafricana e di garantire livelli di vendite relativamente alti, che in alcuni casi superano la soglia delle 100 000 copie.